# Tour First
Tour First (1974 Tour CB31, 1974 bis 1998 Tour UAP, 1998 bis 2007 Tour Axa und 2007 bis 2010 Tour Assur genannt) ist der Name eines Wolkenkratzers in der Bürostadt La Défense im Pariser Vorort Courbevoie. Mit einer Höhe von 225 Meter (mit Antenne 231 Meter) ist er seit 2011 das höchste Gebäude in Frankreich und hat damit das 1972 in Paris errichtete Hochhaus Tour Montparnasse übertroffen. Er wurde 1974 vom Versicherungsunternehmen Union des assurances de Paris unter dem Namen Tour UAP mit einer Höhe von 159 Meter errichtet. 1996 wurde der Name in Tour AXA geändert, nachdem UAP von Axa aufgekauft worden war. 2007 begann eine umfassende Renovierung des Hochhauses, wobei die Höhe und das äußere Erscheinungsbild stark verändert wurden. 2011 wurden die Arbeiten abgeschlossen. Die Wirtschaftsprüfungsgesellschaft Ernst & Young hat 17 von insgesamt 50 Etagen angemietet.

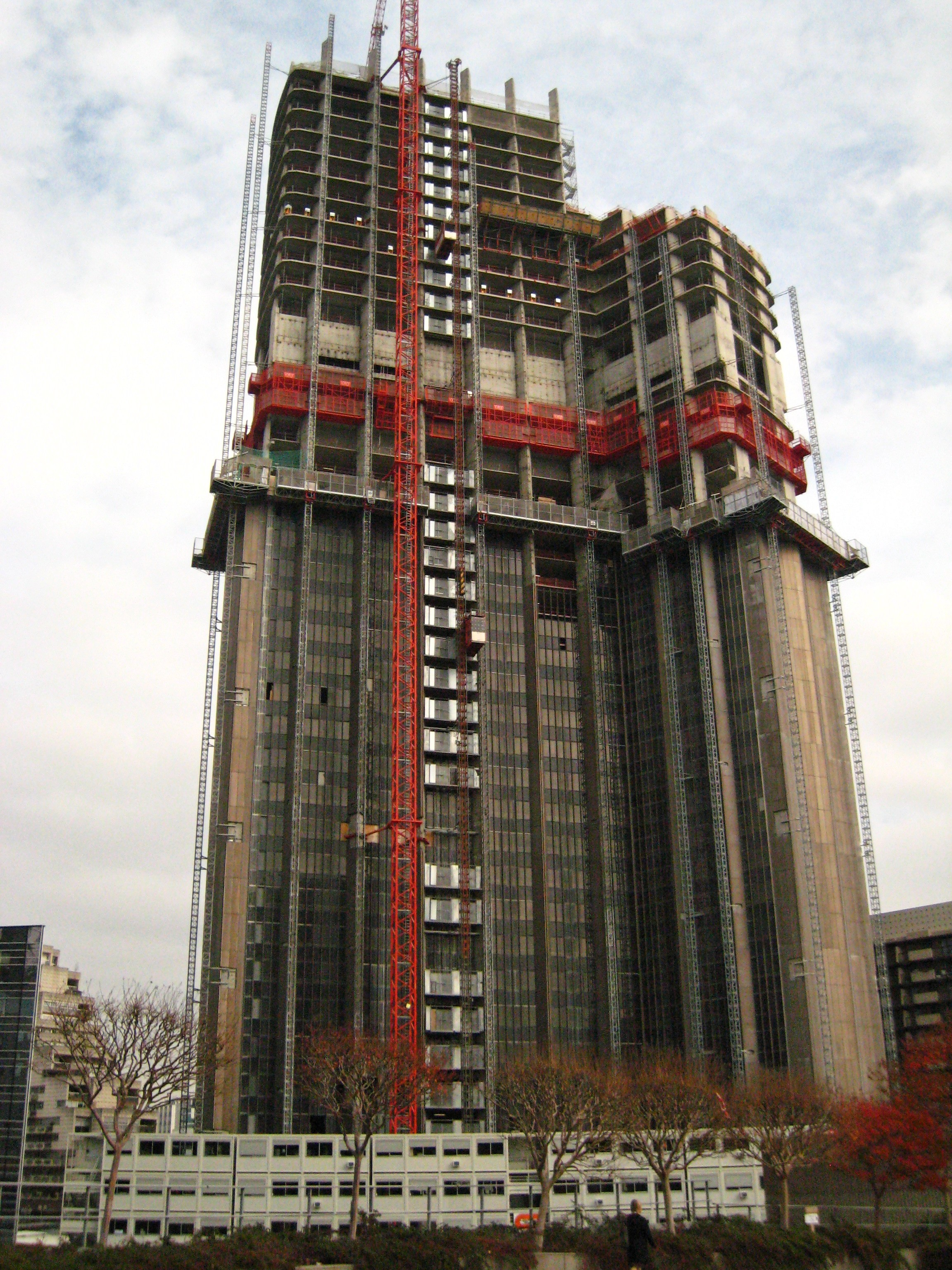
Das Hochhaus während der Umbauphase im Oktober 2008

Der Büroturm ist mit der Métrostation Esplanade de la Défense und dem Bahnhof La Défense an den öffentlichen Nahverkehr im Großraum Paris angebunden.